# بیارنه گولدبک
بیارنه گولدبک (انگلیسی: Bjarne Goldbæk؛ زادهٔ ۶ اکتبر ۱۹۶۸) یک بازیکن فوتبال اهل دانمارک است.
از باشگاه‌هایی که در آن بازی کرده‌است می‌توان به کلن، روت‌وایس اسن، چلسی، کپنهاگن، کایزرسلاوترن و فولام اشاره کرد.
وی همچنین در تیم ملی فوتبال دانمارک بازی کرده‌است.